# John Tooby
John Tooby (Saint Paul, 26 luglio 1952 – Santa Barbara, 9 novembre 2023) è stato un antropologo statunitense.

## Biografia
Tooby, insieme a sua moglie Leda Cosmides, fornì un grande contributo nello studio della psicologia evoluzionista. Conseguì il suo Ph.D all'Università di Harvard nel 1989 dopo aver fatto studi anche in psicologia sperimentale e in biologia. Divenne professore di antropologia all'Università della California di Santa Barbara dopo avere iniziato la carriera accademica alla Stanford University. Dal 1999 al 2001 fu presidente dell'Human Behavior and Evolution Society.
Nel 1992, assieme a sua moglie Leda Cosmides e al suo collaboratore Jerome Barkow, Tooby fece uscire il libro The Adapted Mind: Evolutionary Psychology and the Generation of Culture. Tooby e la moglie cofondarono e diressero l'UCSB Center for Evolutionary Psychology.

## Opere

### Libri
- Jerome Barkow; Leda Cosmides; John Tooby, The adapted mind: Evolutionary psychology and the generation of culture. Oxford University Press, New York, 1992.
- Jerome Barkow; Leda Cosmides; John Tooby, Evolutionary psychology: Foundational papers. MA: MIT Press, Cambridge.
- Leda Cosmides; John Tooby, Universal Minds: Explaining the new science of evolutionary psychology. Weidenfeld & Nicolson, Londra.

### Articoli
- Cosmides, L. & Tooby, J. (1987). From evolution to behavior: Evolutionary psychology as the missing link. In J. Dupre (Ed.), The latest on the best: Essays on evolution and optimality. Cambridge, MA: The MIT Press.
- Tooby, J. & Cosmides, L. (1990). The past explains the present: Emotional adaptations and the structure of ancestral environments. Ethology and Sociobiology, 11, 375-424.
- Cosmides, L. & Tooby, J. (1992) Cognitive adaptations for social exchange. In J. Barkow, L. Cosmides, & J. Tooby (Eds.), The adapted mind: Evolutionary psychology and the generation of culture. New York: Oxford University Press.
- Cosmides, L. & Tooby, J. (1994). Beyond intuition and instinct blindness: Toward an evolutionarily rigorous cognitive science. Cognition, 50(1-3), 41-77.
- Cosmides, L. & Tooby, J. (2003). Evolutionary psychology: Theoretical Foundations. In Encyclopedia of Cognitive Science. London: Macmillan.
- Tooby, J. & Cosmides, L. (2005). Evolutionary psychology: Conceptual foundations. In D. M. Buss (Ed.), Evolutionary Psychology Handbook. New York: Wiley.